# Sporobolus paniculatus
Sporobolus paniculatus là một loài thực vật có hoa trong họ Hòa thảo. Loài này được (Trin.) T.Durand & Schinz miêu tả khoa học đầu tiên năm 1894.